# RV Tellina
Le RV Tellina (RV en anglais : Research Vessel) était un navire de recherche halieutique exploité par le ministère de l'Agriculture, de la Pêche et de l'Alimentation-Direction des pêches entre 1960 et 1981, désormais connu sous le nom de Centre des sciences de l'environnement, des pêches et de l'aquaculture (Royaume-Uni) (Cefas). 
Son nom provient de la telline, une espèce de mollusque bivalve.

## Historique
Le navire a été construit par Jones Buckie Slip & Shipyard Ltd., à Buckie en Écosse, en remplacement du navire de recherche précédent, le RV Onaway. Il a été lancé en 1960 et construit selon un modèle préparé par la White Fish Authority du Royaume-Uni maintenant connu comme Sea Fish Industry Authority (en)).Selon le cahier des charges, le navire devait avoir un faible tirant d'eau afin de pouvoir travailler près des côtes et pouvoir utiliser des ports largement asséchés à marée basse. 
Au cours de son service auprès du ministère de l'Agriculture, des Pêcheries et de l'Alimentation, Le RV Tellina a principalement participé à des enquêtes côtières sur les jeunes poissons plats tout autour des îles Britanniques : le hareng et le sprat dans les estuaires de Wash, Humber et Tamise et sur les stocks de crustacés côtiers (crabe, homard, pétoncle, bulot).
En 1982, le RV Tellina a été vendu à des propriétaires privés et rebaptisée Dawn Hunter. En 1984, 1986, 1987 et 1988, Dawn Hunter a été réembauché par le ministère de l'Agriculture, des Pêcheries et de l'Alimentation du Royaume-Uni afin de poursuivre ses travaux antérieurs sur la surveillance de jeunes poissons plats sur la côte est anglaise, de harengs dans l'estuaire de la Tamise mais également de la langoustine des zones de pêche du nord-est de l’Angleterre. En 1984-1988, Il a été  la propriété du capitaine John Col et  basé à Whitby, dans le Yorkshire. 
Le navire a appartenu brièvement à Belfast Marine et a ensuite été transformé en un yacht de luxe, selon un projet de GL Watson & Co. de Liverpool. Le Dawn Hunter a maintenant été aménagé en ketch et est actuellement en vente à Poole Harbour, dans le Dorset.

## Navires du Cefas
| - RV Huxley (1899-1902) - SY Hildegarde et SY Hiawatha (1912–1914) - SS Joseph & Sarah Miles (1920–1922) - RV George Bligh (1921–1939) - RV Onaway (1930–1960) - RV Platessa (1946–1967) - RV Ernest Holt (1946–1971) | - RV Sir Lancelot (1947–1960 - RV Clione (1961–1988) - RV Corella (1967–1983) - RV Cirolana (1970–2003) - RV Corystes (1988–2003) - RV Cefas Endeavour (2003–present) |

### Note et référence
1. ↑  Dawn Hunter

- (en) Cet article est partiellement ou en totalité issu de l’article de Wikipédia en anglais intitulé « RV Tellina » (voir la liste des auteurs).